# 아브라카다브라 (라디오 프로그램)
《나르샤의 아브라카다브라》는 SBS 러브FM에서 브라운 아이드 걸스의 멤버 나르샤의 진행으로 방송했던 라디오 프로그램이다.

## 역사
2019년 8월 12일에 첫방송을 시작했으며, 원래는 평일 방송이었으나, 2020년 6월 1일부터 매일 방송으로 확대되어 방송하다가, 2022년 2월 6일 방송을 마지막으로 3년 만에 폐지되었다.

## 역대 방송시간
| 방송 채널  | 방송 기간                         | 방송 시간                                              |
| ---------- | --------------------------------- | ------------------------------------------------------ |
| SBS 러브FM | 2019년 8월 12일 ~ 2020년 5월 29일 | 평일 오후 2:20 ~ 오후 4:00                             |
| SBS 러브FM | 2020년 6월 1일 ~ 2022년 2월 6일   | 평일 오후 2:20 ~ 오후 4:00, 주말 오후 2:05 ~ 오후 4:00 |

## 청취 가능 지역
이 프로그램은 수도권에서만 라디오를 통해 청취가 가능하며, 다른 지역에서는 SBS 홈페이지의 러브FM 실시간 듣기 또는 인터넷 라디오 고릴라를 통해서만 청취가 가능하다.

## 지역 민방 프로그램
| 프로그램               | 지역                 | 방송국 | 진행자 |
| ---------------------- | -------------------- | ------ | ------ |
| 강영운의 딱좋은 라디오 | 부산광역시, 경상남도 | KNN    | 강영운 |